# Las Mimosas (Santa Cruz de Tenerife)
Las Mimosas es un barrio de la ciudad de Santa Cruz de Tenerife (Canarias, España), que se encuadra administrativamente dentro del distrito de Centro-Ifara.

En el paisaje urbano del barrio destacan sus grandes casas con jardín, así como dos edificios emblemáticos de la ciudad: el Hotel Mencey y el Colegio Escuelas Pías.
Parte del barrio se encuentra catalogado como Bien de Interés Cultural bajo la figura del Conjunto Histórico denominado Barrio de Los Hoteles-Pino de Oro.

## Características
El barrio de Las Mimosas, que comprende los núcleos de Las Mimosas, Finca Salamanca y Pino de Oro, es un barrio residencial de chalés que queda delimitado de la siguiente manera: desde el vértice norte, ubicado en el puente de la carretera de Los Campitos que salva el barranco de San Antonio. Desciende el límite en línea recta dirección este hasta la última curva de la calle del Doctor González Coviella. Desde aquí traza de nuevo una línea recta en dirección sureste hasta un punto sobre los bloques de viviendas de la calle de Ramón Baudet Grandy, y desde este punto en línea dirección este hasta el cauce del barranco de Ancheta. A partir de este punto, sigue por el cauce hasta el puente de la calle de Francisco Guerrero Cazorla, que sigue dirección sur hasta tomar rumbo este por la calle Marañuelas hasta su entronque con la calle del Pintor José Aguiar. El límite sigue esta calle hasta la Rambla de Santa Cruz, cuyo eje sigue dirección oeste hasta tomar la calle de Horacio Nelson. Continúa por ella hasta coger el Camino de Oliver en dirección norte hasta el puente de la calle de Luis Diego Cuscoy. Por último, el límite sigue el cauce del barranquillo del Aceite o Aseite dirección norte hasta llegar a la carretera de Los Campitos, cuyo eje sigue dirección Los Campitos hasta el punto de partida.
Se encuentra situado a una altitud media de 130 m s. n. m. y a apenas 1 kilómetro del centro de la ciudad. Tiene una superficie de 0,54 km².
En el barrio se localizan las iglesias de la Pureza de María y del Sagrado Corazón, los colegios Pureza de María, Escuelas Pías y Tágara, así como la Escuela Oficial de Idiomas de Santa Cruz. Posee además una plaza pública (Plza. del Arquitecto Enrique Rumeu de Armas) y un parque infantil, una farmacia y otros pequeños comercios sobre todo concentrados en la avenida del Veinticinco de Julio. También posee un aparcamiento subterráneo.
Aquí se hallan el Consulado de Perú, la Consejería de Sanidad y la sede de la Federación Canaria de Municipios (F.E.C.A.M.), así como el Gran Hotel Mencey, la Clínica Santa Cruz y el mirador de Los Campitos.

## Historia
Las Mimosas apareció durante la expansión de la zona burguesa de Santa Cruz de Tenerife que se produjo a mediados del siglo xx. Los hoteles Quisisana, construido en 1904 por el empresario Enrique Wolfson Ossipoff y reconvertido en la sede de las Escuelas Pías en 1940, y Pino de Oro, propiedad de Alfred Lewis Jones y desaparecido en la década de 1960, fueron los núcleos alrededor de los cuales las personas con más recursos de la ciudad comenzaron a construirse grandes palacetes.
En este barrio, en los jardines del antiguo Hotel Pino de Oro, se encontraba el que estaba considerado como el ejemplar de drago Dracaena draco más longevo de la ciudad. Con una edad estimada de 135 años, se encontraba catalogado como Árbol Monumental. El drago de Pino de Oro desapareció en 2005 a consecuencia de la Tormenta tropical Delta.

## Demografía
| Año        | 2005  | 2006  | 2007  | 2008  | 2009  | 2010  |
| ---------- | ----- | ----- | ----- | ----- | ----- | ----- |
| Habitantes | 3.012 | 3.180 | 3.172 | 3.238 | 3.224 | 3.227 |

## Transporte público
El barrio posee parada de taxi en la calle del Doctor José Naveiras, frente al Hotel Mencey.
En guagua queda conectado mediante las siguientes líneas de Titsa:
| Línea | Trayecto                                                                                                 | Recorrido |
| ----- | --- | --------- |
| 903   | Bº La Alegría - Muelle Norte - Ramblas - Chamberí - Cementerio - Moraditas de Taco                       | Recorrido |
| 905   | Muelle Norte - Barrio de Ofra                                                                            | Recorrido |
| 911   | Muelle Norte - Ramblas - Cruz del Señor - Barrio de La Salud - Cuesta Piedra                             | Recorrido |
| 912   | Intercambiador - Ifara - Los Campitos                                                                    | Recorrido |
| 920   | Intercambiador - Plaza de España - La Marina - Ramblas - Reyes Católicos - Tres de Mayo - Intercambiador | Recorrido |

## Lugares de interés
- Rambla de Santa Cruz
- Consulado de Perú
- Colegio Escuelas Pías
- Grand Hotel Mencey*****
- Escuela Oficial de Idiomas de Santa Cruz de Tenerife
- Clínica Santa Cruz
- Mirador de Los Campitos
- Construcciones del Conjunto Histórico Barrio de Los Hoteles-Pino de Oro:
  - Casa Felicitas Rodríguez
  - Casa Maximino Acea
  - Casa Aurora Meléndez
  - Casa Ayala
  - Casa Llombet
  - Casa Santos Díaz
  - Edificaciones singulares en las calles del Teniente Martín Bencomo, Doctor José Naveiras, Fernando de Massy, Enrique Wolfson, del Amor y avenida del Veinticinco de Julio